# Simensentoppen
Der Simensentoppen ist ein 2215 m hoher Berg im ostantarktischen Königin-Maud-Land. Im Gebirge Sør Rondane ragt er an der Nordflanke des Gletschers Glitrefonna auf.
Norwegische Kartografen, die den Berg auch benannten, kartierten ihn 1957 anhand von Luftaufnahmen der US-amerikanischen Operation Highjump (1946–1947). Namensgeber ist Erik Simensen, Experte für Luftbildfotografie bei der Lars-Christensen-Expedition 1936/37.